# Ori (enano)
En el universo imaginario creado por el escritor británico J. R. R. Tolkien, Ori es un enano de la Casa de Durin, nacido en Erebor, aunque se desconoce en qué año. Ori llevaba una capa gris con capucha y un cinturón de plata cuando viajaba al extranjero. También toca la flauta. Es, junto con sus hermanos mayores Dori y Nori, un pariente lejano de Thorin.
Es uno de los doce enanos miembros de la Compañía de Thorin, la que, en el año 2941 de la Tercera Edad, realizó el viaje a la Montaña Solitaria para liberarla del Dragón Smaug.
En el 2989 T. E. acompañó a Balin, hijo de Fundin, a recuperar el reino enano de Khazad-dûm. Lamentablemente, aquella misión terminó en fracaso, pues, tras cinco años de luchar contra los orcos y el despertar del Balrog, toda la compañía fue aniquilada. Ori fue uno de los últimos en morir, defendiendo la tumba de Balin en la Cámara de Mazarbul, el año 2994 T. E.
Los últimos vivieron el tiempo suficiente para enterrarlo debidamente antes de morir heroicamente luchando con los orcos. Ori recuerda sus últimos momentos en el Libro de Mazarbul, que Gandalf lee cuando la Comunidad pasa por la cámara de la tumba de Balin.